# Pareiodon microps
Pareiodon microps — єдиний вид роду Pareiodon з підродини Stegophilinae родини Trichomycteridae ряду сомоподібні. Наукова назва походить від грецьких слів pareia, тобто «щелепа», та odous — «зуби».

## Опис
Розміри достеменно невідомі. Голова широка, сплощена зверху. Очі невеличкі. Є 2 пари коротких вусів з боків рота. Тулуб кремезний, подовжений, черево трохи вигнуте. Спинний плавець помірно високий, з короткуватою основою, розташований на хвостовому стеблі. Жировий плавець відсутній. Грудні плавці витягнуті. Черевні плавці маленькі. Анальний плавець помірно широкий. Хвостовий плавець практично розділено, лопаті помірно великі з гострими кінчиками.
Основний фон коричнюватий. По ньому проходять коричневі й чорні смуги (по голові та спині, з боків тягнеться рожева смуга, яка на хвостовому стеблі розширюється. Плавці темні.

## Спосіб життя
Біологія вивчена недостатньо. Це демерсальна риба. Живе в прісній воді. Тримається піщаного дна. Веде паразитичний спосіб життя, живляться кров'ю великих риб.

## Розповсюдження
Є ендеміком Бразилії. Мешкає у басейні річки Амазонка.